# Giovanni II Comneno
Giovanni II Comneno (in greco Ίωάννης Β΄ Κομνηνός?, Iōannēs II Komnēnos; Costantinopoli, 13 settembre 1087 – Cilicia, 8 aprile 1143), conosciuto anche come Kaloioannis (Καλοϊωάννης) o Caloianni, ossia Giovanni il Buono o Giovanni il Bello, fu un imperatore bizantino e basileus dei Romei dal 15 agosto 1118 al 5 aprile 1143.
Le cronache del tempo lo descrivono scuro di carnagione, dai lineamenti non belli e con i capelli neri, caratteristiche che gli valsero il soprannome di Moro.

## Biografia

### Gioventù
Giovanni II Comneno era il terzogenito, ma il primo figlio maschio, dell'imperatore bizantino, Alessio I Comneno e di Irene Ducaena. Fin da bambino ebbe al suo fianco come amico fidato e confidente un bambino turco, suo coetaneo, Giovanni Axuch, giunto a Costantinopoli come prigioniero e donato dai crociati a suo padre. Il giovane Giovanni godeva dell'amore incondizionato del padre, ma lo stesso non poteva dirsi della madre Irene, né della sorella Anna Comnena, che invece lo disprezzavano e lo screditavano presso Alessio, sperando ch'egli lo eliminasse dalla linea ereditaria imperiale, per far posto a Niceforo Briennio, marito di Anna. Alessio I tuttavia si fidava del figlio e in ogni caso non avrebbe mai consentito che la dinastia dei Comneni rinunciasse volontariamente al trono di Bisanzio.

### Ascesa al trono

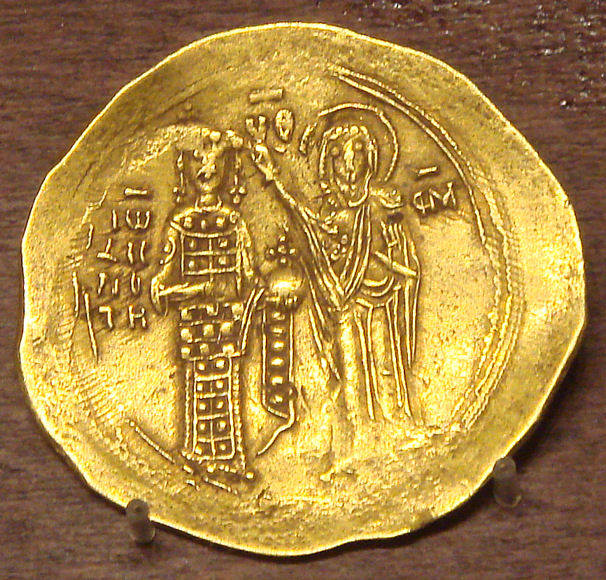
Moneta d'oro di Giovanni II Comneno, rappresentato insieme alla Vergine Maria.

Nell'estate del 1118 Alessio, molto malato, sentiva la morte avvicinarsi e non riusciva più a reggersi in piedi. Per riuscire a respirare era costretto a stare sdraiato, sorretto da un grosso cuscino. Trasportato nel palazzo dei Mangani, nel tardo pomeriggio del 15 agosto del 1118, chiamò il figlio maggiore al suo cospetto. Affidandogli il suo anello imperiale, gli ordinò di farsi consacrare immediatamente basileus dei Bizantini. In tutta fretta Giovanni si diresse allora nella basilica di Santa Sofia dove, con una cerimonia assai celere, fu nominato Imperatore bizantino dal patriarca Giovanni IX.
Quando ritornò alla reggia, la guardia privata imperiale dei Variaghi, per ordine della basilissa Irene, gli impedì l'accesso. Alla vista dell'anello imperiale, però, si scusarono e lo fecero passare, inginocchiandosi al suo passaggio.
Irene, ignorando le ultime volontà del marito, chiese di far proclamare imperatore il marito di Anna. Niceta Coniata, nelle sue cronache ci riporta che Alessio sorrise e ringraziò Dio perché sua moglie non era venuta in tempo a conoscenza dell'incoronazione di Giovanni. Morì poche ore dopo, sapendo che il figlio avrebbe dato grande stabilità all'Impero bizantino. Fu sepolto nel monastero dedicato a Cristo Filantropo, ma il nuovo basileus non partecipò ai funerali, timoroso di un attentato alla propria vita.

### Attentati di Anna Comnena

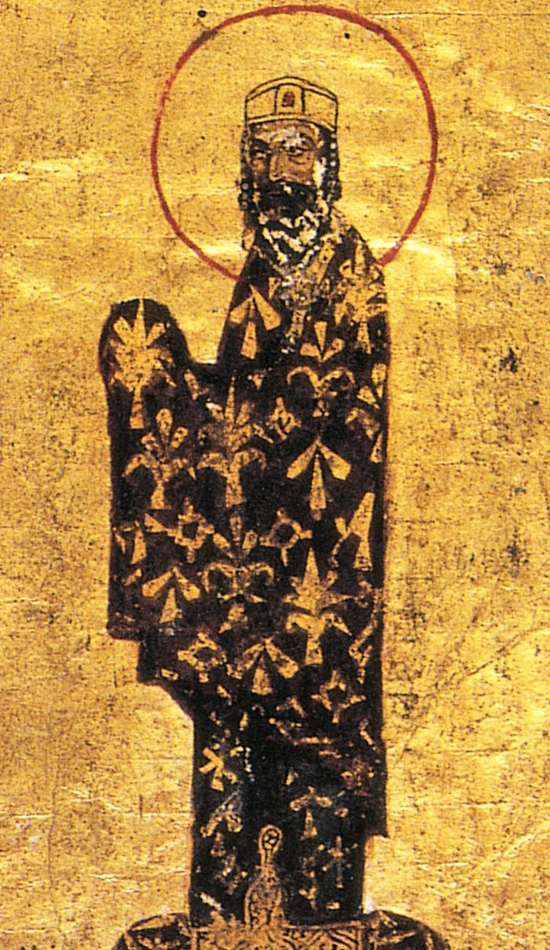
Alessio I Comneno, padre di Giovanni II e di Anna Comnena.

Per tutta la vita Anna Comnena, primogenita di Alessio, avrebbe avversato Giovanni. Il suo astio iniziale era nato dal fatto che a cinque anni era stata promessa sposa al figlio di Michele VII Ducas, Costantino ed - in teoria - sarebbe in tal modo diventata la futura basilissa. Costantino, però, morì infante, ed allora fu promessa in sposa a Niceforo Briennio, figlio di quel Niceforo che una ventina di anni prima aveva tentato di impadronirsi del trono di Bisanzio e che nel 1111 fu nominato Cesare da Alessio I.
Anna però non rinunciò mai ad impadronirsi del trono, nemmeno dopo la morte del padre ed infatti il giorno stesso del funerale mandò dei sicari ad assassinare il fratello. Questi però fallirono nel loro intento e furono uccisi dalle guardie variaghe.
Più che mai determinata, organizzò allora un'altra congiura, ma il marito, per paura, non vi prese parte, tuttavia lei agì lo stesso in compagnia di altri congiurati. Fallì ancora una volta: le guardie variaghe sventarono nuovamente l'attentato e la imprigionarono, insieme ai suoi scagnozzi.
Nonostante tutto, Giovanni si dimostrò clemente: a Niceforo Briennio non fu comminata alcuna condanna e lui, riconoscente, lo servì lealmente fino alla morte, avvenuta nel 1136. Alla sorella, bandita da corte, furono confiscate tutte le terre ed i beni. Umiliata ed abbandonata da tutti, si fece monaca. Per il resto della sua vita si dedicò alla biografia di suo padre (la celeberrima Alessiade).

### Inizi
Durante il suo regno il basileus ebbe anche un altro soprannome (oltre a il Moro, che durò per poco), che divenne molto più popolare, cioè il Bello; non per il suo aspetto, ma per il suo carattere. Giovanni infatti non sopportava le persone poco serie e non tollerava il troppo lusso. Per questo nell'impero bizantino del XII secolo era amato. Era apprezzato non solo perché distribuiva spesso donativi al popolo, ma anche perché non era ipocrita, credeva sinceramente nei valori della religione ortodossa, era giudice retto e clemente; doti queste abbastanza rare per un uomo di potere.
Di solito non sceglieva i suoi consiglieri tra i familiari ed il più fidato tra loro era Axuch, l'amico d'infanzia, che venne nominato Grande Domestico (comandante cioè dell'esercito imperiale).
Come era tradizione della sua famiglia, aveva l'animo del soldato. Il prozio, il padre e successivamente anche il figlio furono attivi nelle vicende militari, ma mentre suo padre si limitava a mantenere un atteggiamento difensivo, lui ne assunse uno più marcatamente offensivo: il suo sogno era quello di riconquistare tutte le terre dell'Impero bizantino, a quell'epoca ancora in mano ai musulmani, e riportare l'impero alla sua antica gloria. I sudditi pensavano che la sua vita fosse solo un'unica prolungata campagna militare: nei suoi ventidue anni d'impero passò più tempo con l'esercito che a corte, e quando i suoi quattro figli iniziarono a essere autonomi talora li portò con sé trasmettendo loro le tradizioni della famiglia dei Comneni.
Dimostrò ben presto grandi qualità e fu il prototipo dell'imperatore soldato, coraggioso, audace e di una totale integrità morale. Fu considerato dai suoi sudditi come il più grande dei Comneni ed anche come il Marco Aurelio di Costantinopoli. Ma le fonti storiche ed in particolare gli scritti degli storici Giovanni Cinnamo e Niceta Coniata, come quelli del poeta Teodoro Prodromo, mancano essenzialmente di obiettività. Gli storici moderni lo considerano con ben maggiore circospezione, considerando i suoi risultati poco efficaci.

### I campagna in Asia Minore

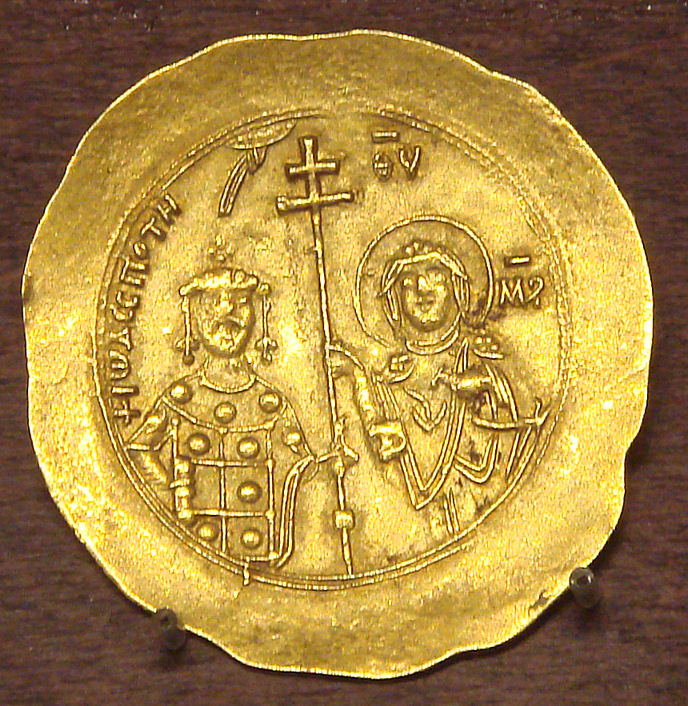
Moneta d'oro di Giovanni II Comneno, rappresentato insieme alla Vergine Maria.

Gli stati europei, in quel periodo, non rappresentavano una minaccia reale in quanto sovente in lotta tra loro. Grazie a questa contingenza, l'Imperatore poté concentrare le forze dell'Impero bizantino per lanciarle alla riconquista dell'Asia Minore: nella penisola aveva sotto controllo le coste settentrionali, occidentali, meridionali fino al fiume Meandro, ma l'Attalia era raggiungibile solo via mare. Egli voleva fare questa spedizione contro i Turchi, non solo per ingrandire i territori dell'impero, ma anche perché i Turchi avevano contravvenuto al trattato di pace firmato col padre.
Sbarcato in Asia Minore alla testa di un grande esercito, attaccò senza esitazione i Turchi Selgiuchidi sconfiggendoli più volte, riuscendo a respingerli al dì là del fiume Meandro, conquistando poi Laodicea, ed annettendo poi l'Attalia all'Impero bizantino. A fine autunno, assieme ad Axuch, ritornò trionfante a Costantinopoli.

### Guerra nelle frontiere europee
Giovanni non dovette temere particolari minacce dall'Europa cristiana e ciò gli consentì di rafforzare i confini dell'Impero. Infatti un grave pericolo si profilava alle porte: i Peceneghi si erano ribellati e avevano devastato la Macedonia e la Tracia. L'imperatore, raccolto l'esercito, li sconfisse abilmente con una guerra lampo, nell'agosto 1122 presso Stara Zagora. Molti Peceneghi vennero deportati come coloni, ed altri invece vennero inquadrati nell'esercito bizantino.
Pochi anni dopo intervenne contro i Serbi di Rascia, che furono sconfitti insieme a Dalmati e Croati e costretti a riconoscere l'autorità bizantina.
Tra il 1124 e il 1128 lottò con successo anche contro gli Ungari, nonostante Giovanni avesse preso in moglie una figlia (Piroska, chiamata poi Irene) del re Ladislao.

### Ostilità con Venezia

Bandiera della Repubblica di Venezia.

Nel 1122 la Repubblica di Venezia dichiarò guerra all'Impero bizantino. La ragione del conflitto fu il mancato riconoscimento ai Veneziani delle concessioni di esenzione dai dazi, precedentemente stabilite dal padre Alessio I. Quando il doge Domenico Michiel chiese la riconferma di tali diritti, Giovanni rispose con un netto rifiuto.
La guerra fu inevitabile e l'8 agosto del 1122 salparono dal porto di Venezia 71 navi da guerra sotto il comando del doge, dirette a Corfù. La città fu messa sotto assedio per sei mesi, ma senza apprezzabili risultati. Resisi conto di non poterla espugnare, i Veneziani si diressero verso le isole dell'Egeo. Nell'arco di tre anni conquistarono Rodi, Chio, Samo, Lesbo ed Andro. Non soddisfatti, essi puntarono verso Cefalonia, ma Giovanni mandò loro incontro i suoi ambasciatori promettendo il riconoscimento dei loro passati privilegi a patto che restituissero all'Impero bizantino le isole che avevano conquistato e fornissero aiuto marittimo per una futura campagna bizantina contro i Turchi. Venezia accettò, e si evitò così la prosecuzione di una guerra costosa e pericolosa.
L'imperatore, comunque, incoraggiò ed incrementò i commerci con Pisa e Genova al fine di contrastare il monopolio veneziano sul Mediterraneo.

### II campagna in Asia Minore

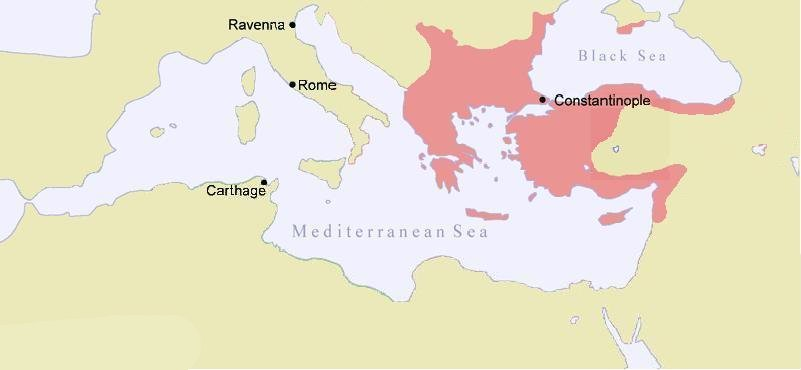
L'Impero Bizantino alla morte di Giovanni II Comneno.

Tra il 1130 e il 1135, con un grande esercito sbarcò nuovamente in Asia Minore e condusse cinque successive campagne contro l'emiro turco Ghāzī ibn Danishmend, divenuto signore di buona parte dell'Asia Minore. Tutte le cinque campagne furono vittoriose e per questo, nel 1133, al suo ritorno a Costantinopoli, fu organizzato un trionfo degno dell'antico Impero Romano, salvo il fatto che il carro con i quattro cavalli bianchi che portavano l'Imperatore non era ornato d'oro ma d'argento. Questa scelta fu fatta per motivi economici contingenti, ma gli addobbi esposti nella città si rifacevano alla magnificenza romana: le strade erano un tripudio di tessuti (damascati e broccati) e alle finestre furono esposti preziosi tappeti. Furono montate gradinate per accedere alle mura teodosiane, fino a Santa Sofia, dove sarebbe passato il corteo, e al momento dell'inizio della festa, le gradinate erano ricolme di popolo festante. L'Imperatore avanzò fiero tra le strade della città, tenendo con la mano destra la sacra icona della Vergine, che aveva portato con sé in tutte le sue campagne, mentre con la mano sinistra innalzava una croce.
L'anno dopo tornò in Asia Minore e condusse un'altra campagna vittoriosa, coronata dalla morte dello stesso emiro Ghāzī; nei primi mesi del 1135 tornò poi a Costantinopoli.
In soli cinque anni aveva riconquistato una buona parte dell'Asia Minore, con i territori perduti da Bisanzio da ormai un secolo. Giovanni non aveva più rivali; in Europa la situazione era calma e ai turchi era stata appena inflitta una cocente sconfitta. Poté così prepararsi a riprendere i territori che considerava di diritto bizantini, anche se assoggettati al potere crociato: il regno armeno di Cilicia e il principato normanno di Antiochia, fondato da Boemondo I di Antiochia.

### Fine della minaccia siciliana

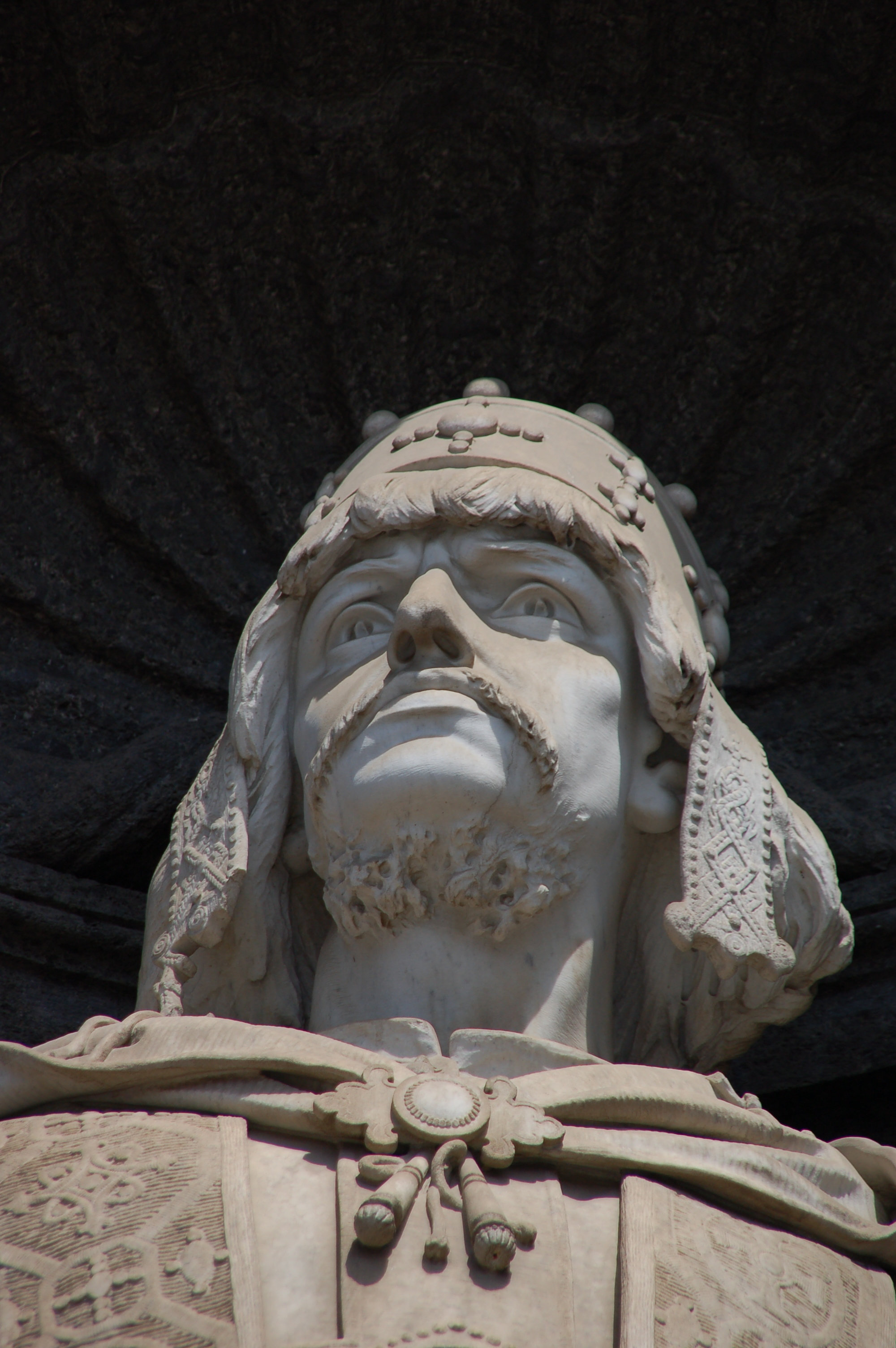
Statua di Ruggero II.

Nel 1130 l'avvento al trono di Sicilia di Ruggero II non fu gradito da Giovanni. Il nuovo re, infatti, poteva vantare diritti su Antiochia ed essere il futuro re di Gerusalemme.
L'Imperatore sapeva, inoltre, che Ruggero aveva delle mire sul trono di Costantinopoli, così pagò l'Imperatore Lotario II di Germania, perché muovesse guerra ai Siciliani. Lotario accettò, anche perché in tal modo avrebbe avuto l'opportunità di condurre una lucrosa campagna militare contro il regno di Sicilia, con i soldi dell'Impero bizantino, ma non riuscì nell'impresa e Re Ruggero riuscì a mantenere saldo e prospero il regno di Sicilia.

### Guerra contro gli Stati crociati
Venuto meno il potenziale pericolo del regno di Sicilia dall'orizzonte bizantino, la sua attenzione si concentrò sugli stati crociati di Siria e Palestina. Le operazioni cominciarono nel 1137: Giovanni si diresse verso il regno armeno alla testa di un grande esercito, pronto a muovere battaglia. Questa volta le sue truppe non erano formate solo da soldati professionisti bizantini, ma anche da diversi reparti alleati, tra i quali uno di turchi Peceneghi, uno di Turchi ed uno di Armeni, tutti ostili alla famiglia dei Ruben.
In breve tempo, l'esercito bizantino conquistò le città di Adana, Tarso e poco dopo quasi tutta la Cilicia. Leone, re della Piccola Armenia, si ritirò sui monti del Tauro insieme ai suoi due figli, cessando così di essere una minaccia per i Bizantini. L'imperatore iniziò allora l'avanzata verso il principato d'Antiochia, conquistando in breve tempo Isso e poi Alessandretta, arrivando a schierare il suo esercito alle porte di Antiochia, iniziando poi con i trabucchi a scagliare massi di pietra contro la città.

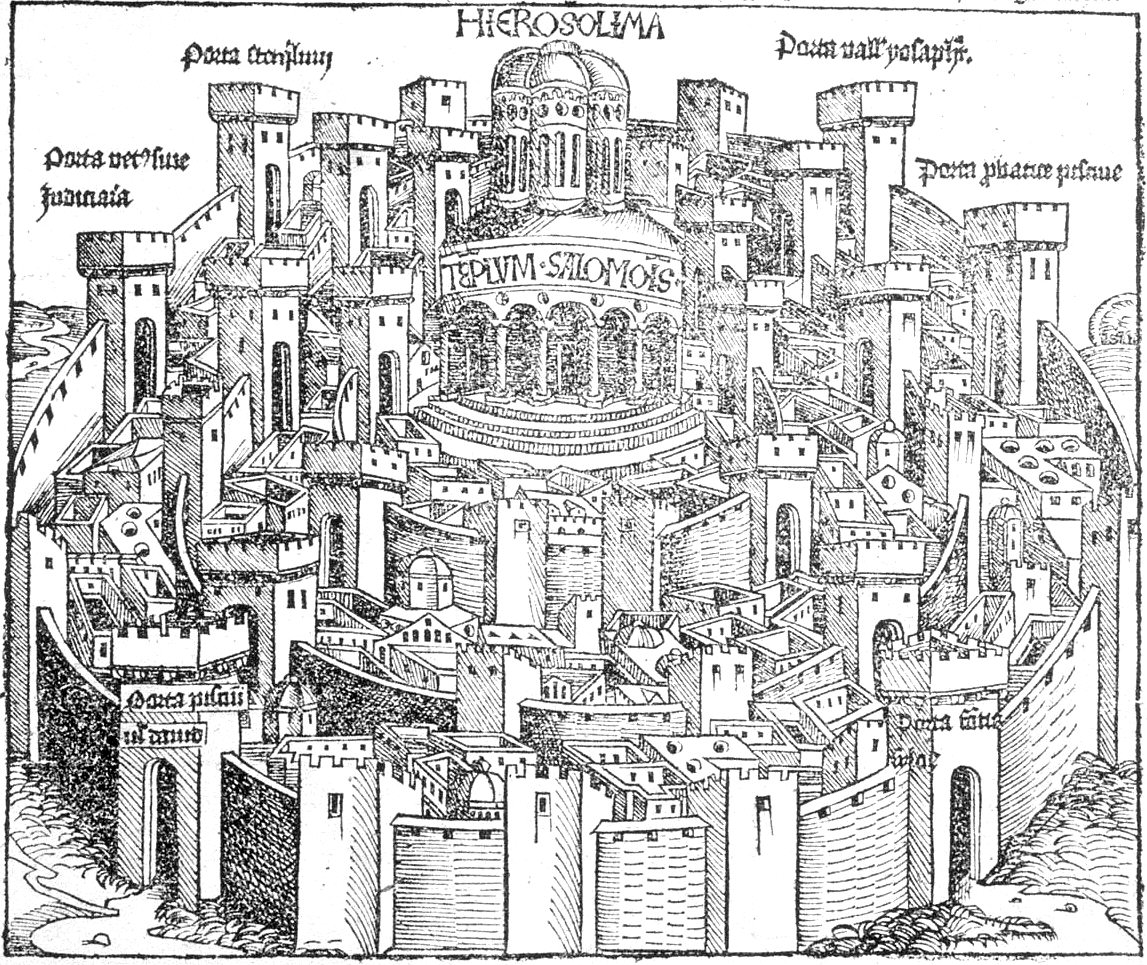
Antica rappresentazione di Gerusalemme.

Raimondo di Poitiers, principe d'Antiochia, mandò un emissario a Giovanni chiedendogli di nominarlo suo vicario imperiale in cambio della sottomissione alla sua autorità. Giovanni non accettò ed impose una resa incondizionata. Raimondo rispose di non poter consegnare la città senza prima aver chiesto il consenso al Re di Gerusalemme Folco V d'Angiò, il quale - fra lo stupore di quanti non ricordavano (o non volevano ricordare) il giuramento di vassallatico prestato ad Alessio I da Boemondo di Taranto - rispose che Antiochia era storicamente parte dell'Impero bizantino ed il suo Imperatore aveva quindi il diritto di riprendersela.
Il 29 agosto 1137 Antiochia si arrese a Giovanni; non smentendo il suo carattere, evitò spargimenti di sangue, impedendo ai suoi soldati di fare razzie. Raimondo consegnò le chiavi della città dopo aver ottenuto la promessa di ricevere in feudo le città che l'esercito bizantino - con l'aiuto delle forze crociate - fosse riuscito ad espugnare e cioè Aleppo, Shayzar, Emesa e Hama. In più il patriarca latino di Antiochia, fu sostituito con uno ortodosso.

### Guerra contro i musulmani

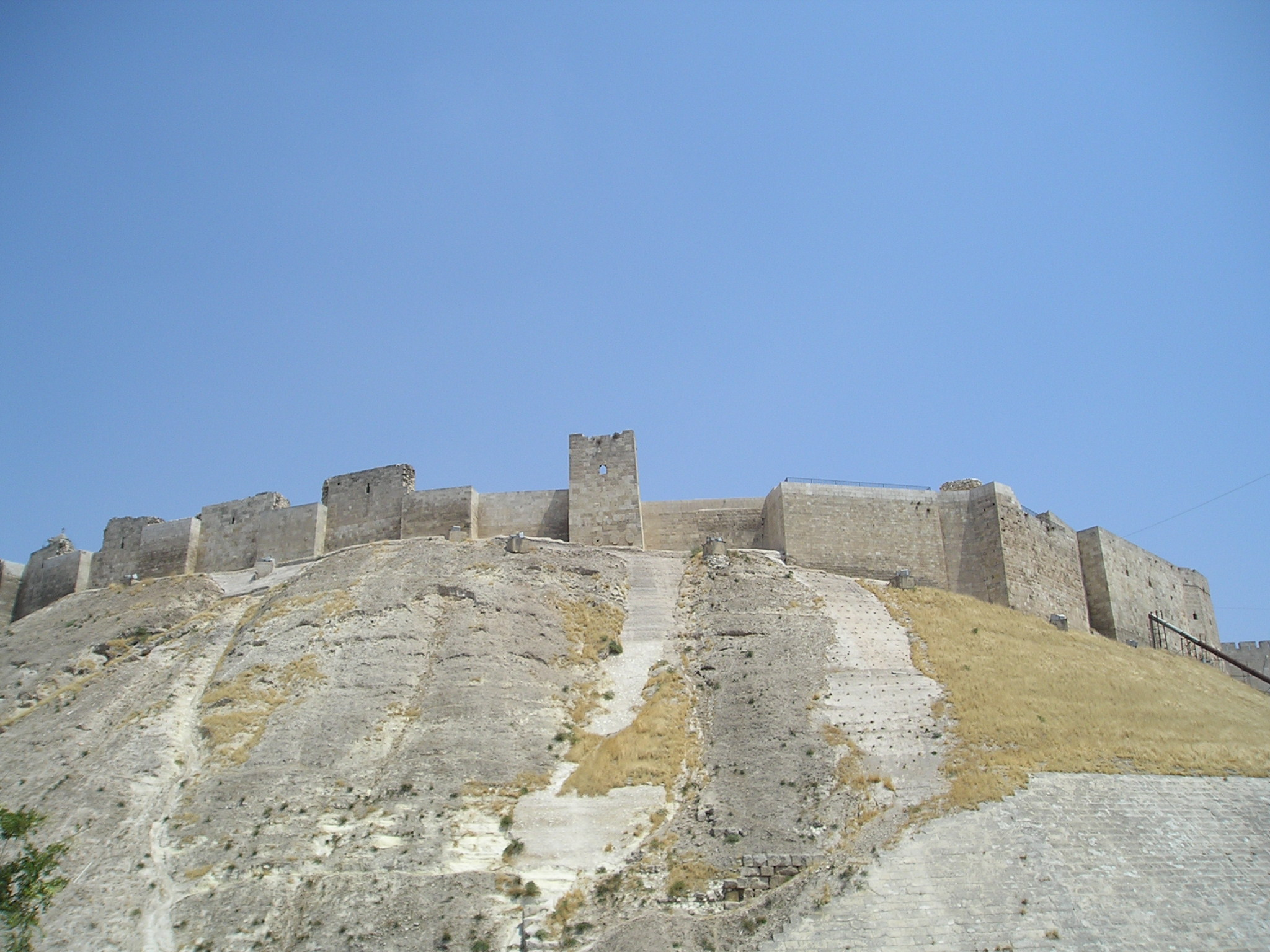
Le antiche mura della città di Aleppo.

Dopo questo successo, alla guida del suo esercito, si diresse di nuovo verso la Piccola Armenia, dove in brevissimo tempo catturò tutti i principi armeni facendoli poi trasportare nelle prigioni di Costantinopoli.
Non si sentiva ancora pronto ad invadere la Siria ed ordinò ai suoi vassalli crociati di unire i loro eserciti a quello bizantino. Nel marzo del 1138 giunse ad Antiochia, dove stazionavano due contingenti di templari, uno comandato da Raimondo e l'altro da Jocelin di Courtenay, conte di Edessa. Giovanni non nutriva particolare fiducia nei due, vista la scarsa simpatia che essi avevano sempre mostrato nei riguardi dell'impero.

#### Assedio di Shayzar

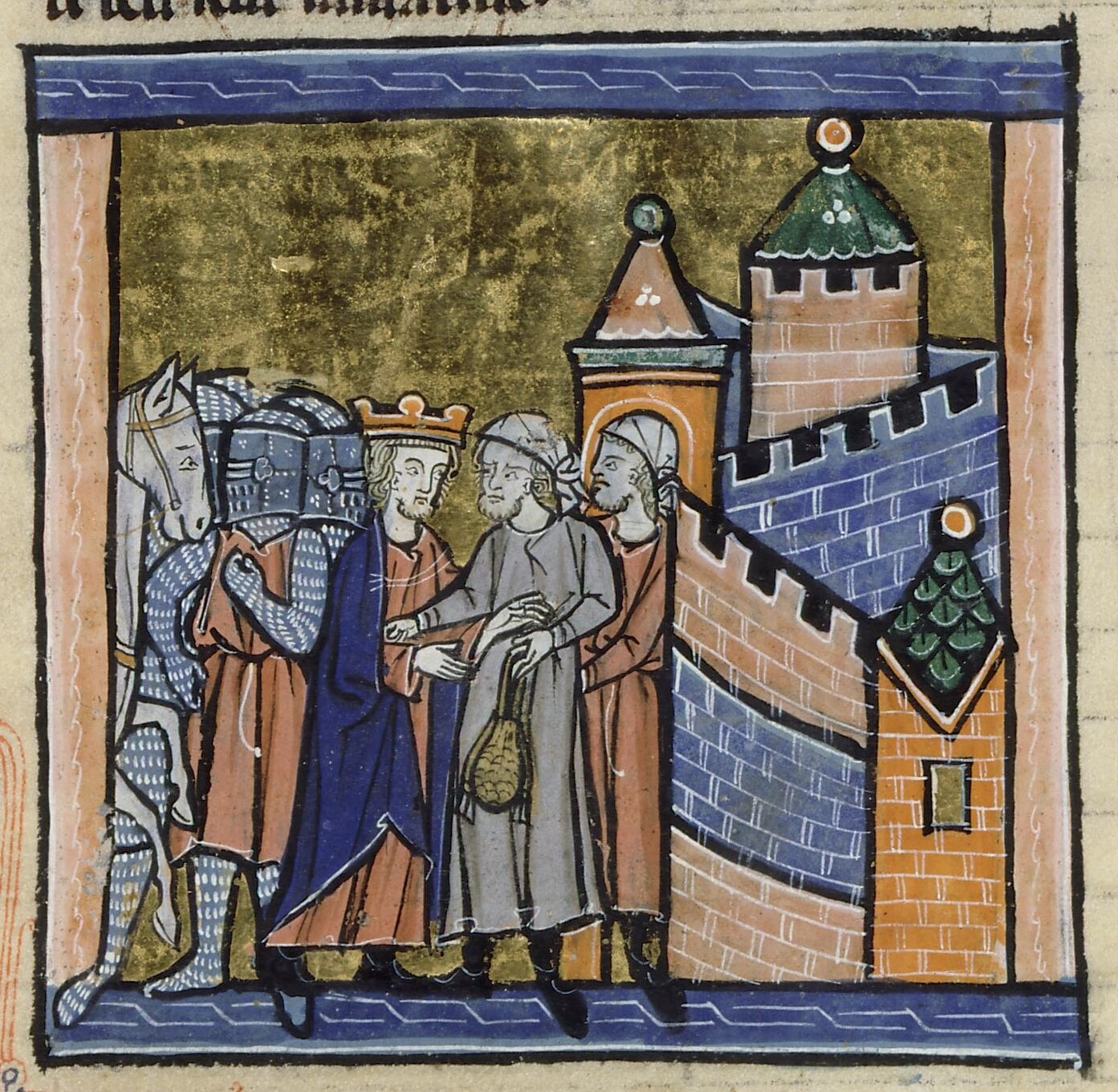
Giovanni II Comneno nel 1138 davanti a Shayzar.

La campagna contro i musulmani, iniziò con dei successi per i bizantini, che riuscirono a conquistare delle piccole città fortificate. Giovanni preferì evitare lo scontro con la città d'Aleppo, in mano zengide, in quel momento difficile da conquistare senza provocare indubbie perdite nelle file del suo esercito,, sperava di poter conquistare le città attorno per lasciare isolata Aleppo. Quindi si diresse verso la città-fortezza di Shayzar, che controllava tutta la valle dell'Oronte (attuale Nahr al-ʿAsī), per bloccare l'esercito di Zengi, signore di Aleppo.
Giovanni fece circondare la cittadella e dette l'ordine al suo esercito di iniziare l'assedio, ma mentre infuriava la battaglia, ciò che più temeva si verificò puntualmente: né Raimondo, né Jocelin, vollero combattere con lui per banali motivi di gelosia e di inespresso astio nei suoi confronti.
Quando giunse la notizia che Zengi si stava avvicinando, non restò allora altro da fare che levare le tende e sgomberare il terreno, nel timore fra l'altro di perdere i suoi pesanti trabucchi, così essenziali negli assedi. Fortuna volle che, prima d'impartire l'ordine di ritirata, il signore musulmano di Shayzar (che non sapeva dell'imminente arrivo di Zengi) offrì la pace a Giovanni, rassegnandosi a che la città diventasse tributaria all'Impero bizantino, e garantendo inoltre a Giovanni la restituzione della croce a suo tempo perduta da Romano IV Diogene a Manzicerta nel 1071. L'imperatore accettò ed immediatamente ripiegò su Antiochia, evitando prudentemente di scontrarsi con l'esercito nemico che si stava avvicinando.

#### Giovanni II ad Antiochia

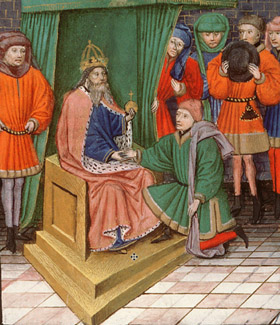
Giovanni II Comneno, mentre riceve al suo cospetto Raimondo.

Entrò trionfante in città, tutta addobbata a festa, e convocò i suoi vassalli latini ai quali proclamò la necessità di continuare la guerra contro gli arabi. Da allora in poi la progettazione di tutte le campagne militari fu fatta ad Antiochia.
Impose a Raimondo di cedere la città all'Impero bizantino e le cronache dell'epoca, anche se non riportano la reazione di Raimondo a tale richiesta, raccontano che Jocelin rassicurò l'Imperatore sull'arrivo in città di tutti i baroni latini, compreso pure Raimondo, per discutere insieme dell'intera questione.
Quando tale incontro si realizzò, Jocelin propose a Raimondo di diffondere in città la (falsa) voce secondo la quale l'imperatore intendeva cacciare via tutti i latini e che per tal motivo bisognava attaccarlo subito per prenderlo alla sprovvista.
In breve esplose la sommossa e Jocelin tornò alla reggia facendo finta di essere scampato per miracolo al linciaggio. Giovanni capì che le cose si mettevano male: il suo esercito era a due chilometri da Antiochia e la sua vita era in pericolo. Si accontentò quindi del rinnovo del giuramento da parte di tutti i baroni latini e si mise sulla via del ritorno. Mentre viaggiava verso Costantinopoli, combatté contro i turchi, che avevano nuovamente invaso i territori bizantini e li vinse. Finalmente verso la fine della primavera del 1139, l'imperatore era tornato a casa, dopo tre anni di guerra.

### Rapporti con la Chiesa Cattolica

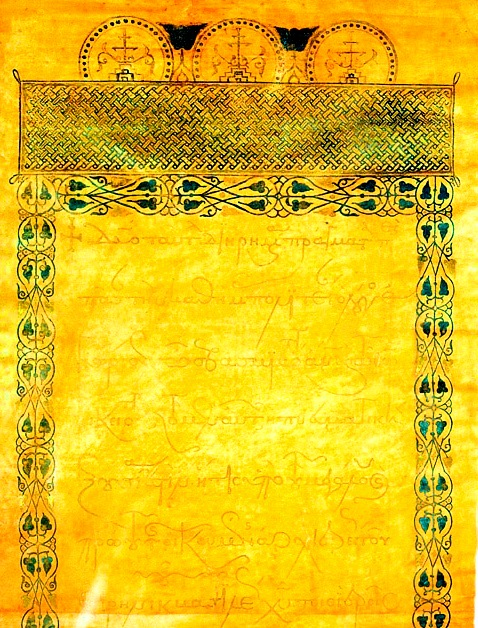
Lettera solenne firmata da Giovanni II Comneno e da Papa Innocenzo II.

Dopo lo scisma del 1054 dovuto alla scomunica del patriarca greco Michele Cerulario, diversi pontefici cercarono di riallacciare i rapporti con la Chiesa bizantina. Una lettera solenne, scritta dal basileus a Papa Innocenzo II nell'aprile del 1143, dimostra quanto Giovanni II fosse desideroso di conseguire l'unità tra le due Chiese.
D'accordo con l'imperatore, pastori e teologi bizantini si mostrarono disposti a riesaminare con la chiesa romana le questioni controverse, in un clima di maggiore apertura e con spirito di riconciliazione. Il dialogo fra le due chiese fu favorito anche dal fatto che Bisanzio, a quei tempi, per la sua felice posizione geografica situata tra Oriente ed Occidente, era diventata il crocevia di commerci e di traffici che interessavano vari stati e regioni d'Europa e vi si potevano facilmente incontrare genti che provenivano dalla Russia, da Venezia, da Amalfi, ed anche commercianti inglesi, genovesi, francesi.
I fedeli cristiani, sia di rito latino che di rito greco, si incontravano e dialogavano tra loro senza ostilità, anzi con reciproco rispetto e, secondo gli storici, il regno di Giovanni II Comneno fu caratterizzato anche dal sorgere di fondazioni religiose.
La lettera, scritta prima in greco e poi in latino reca la firma autografa dell'imperatore.

### Ultima campagna e la morte

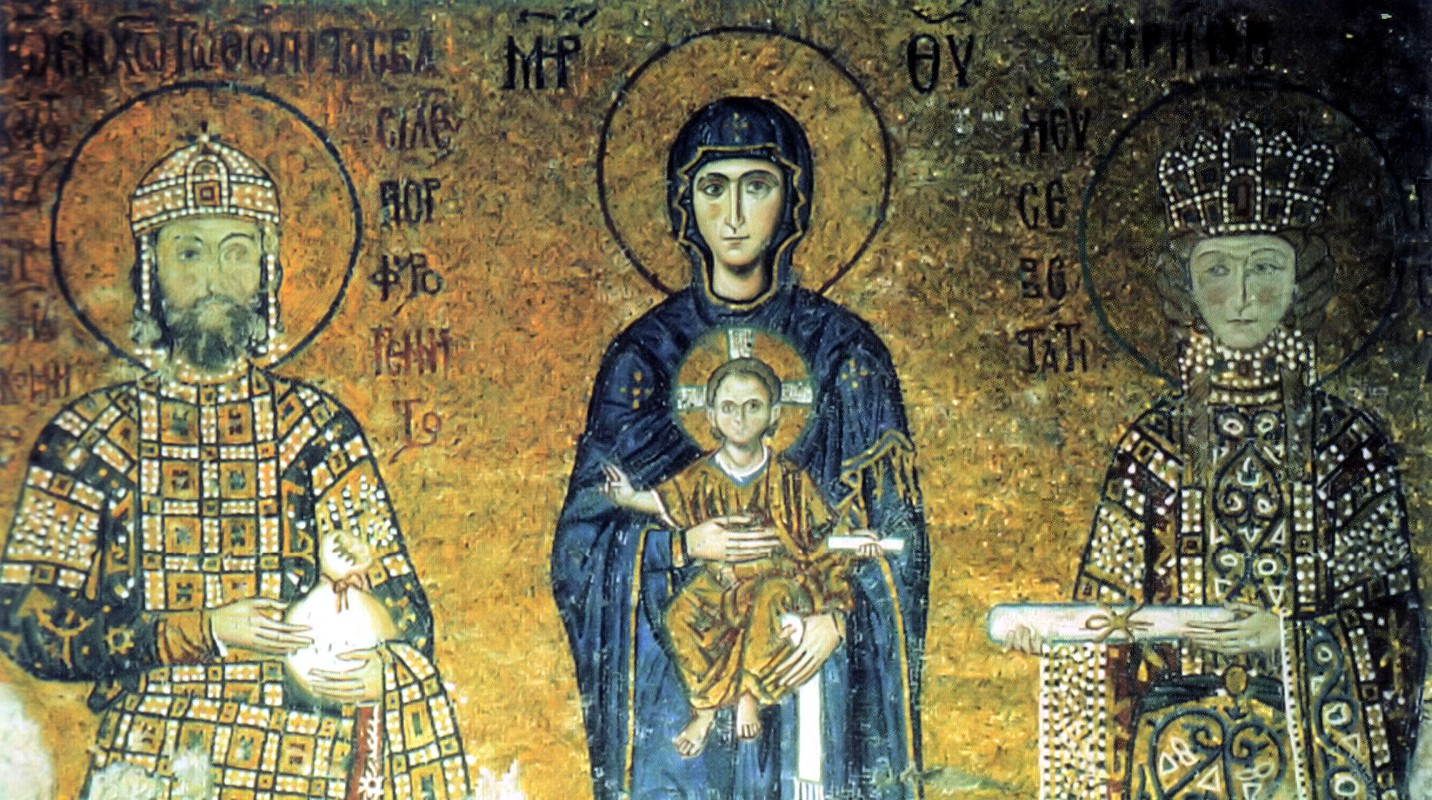
Giovanni II e sua moglie Piroska. Mosaico all'interno di Santa Sofia.

Dopo solo quattro anni, tutte le conquiste fatte in Siria da Giovanni erano state vanificate ed i crociati avevano perso di nuovo il controllo dei territori settentrionali di Outremer, subendo la reazione dei musulmani.
Dovette allora partire nuovamente, nella primavera del 1142, per difendere i territori conquistati, accompagnato dai suoi quattro figli. Arrivato però in Attalia il suo erede al trono, Alessio, morì di una febbre improvvisa, il 2 agosto. Ordinò al secondogenito Andronico e al terzogenito Isacco, di portare la salma del fratello a Costantinopoli, per rendergli una degna sepoltura. Durante il viaggio però, anche Andronico morì dello stesso morbo che aveva colpito Alessio. Quando la notizia arrivò a Giovanni, il suo dolore fu insopportabile: aveva perso in pochi giorni due figli.
Volle continuare la campagna per il bene dell'impero, giunto ad Antiochia, seppe che Raimondo di Poitiers si era ribellato a lui. Gli inviò allora un ultimatum, intimandogli la resa. Raimondo si trovò in una difficile situazione perché se avesse consegnato la città all'Imperatore, la moglie Costanza lo avrebbe detronizzato, mentre l'altra possibilità era la guerra. Nel frattempo sopraggiunse l'inverno e Giovanni decise di tornare in Cilicia per riprendere l'offensiva in primavera, visto che l'assedio di Antiochia poteva essere di lunga durata.

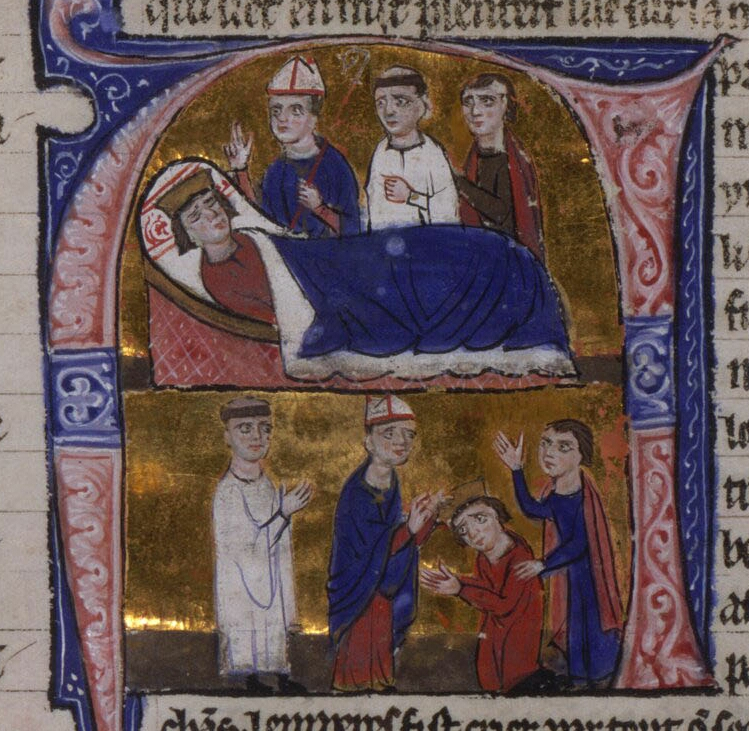
Morte di Giovanni II, e incoronazione del figlio Manuele I Comneno.

Nel marzo del 1143, in una banale battuta di caccia, l'imperatore restò ferito da una freccia avvelenata. Sentendo la morte vicina, il 5 aprile, domenica di Pasqua, radunò i suoi consiglieri intorno al suo letto e li informò che il suo erede al trono non sarebbe stato il terzogenito Isacco, bensì il suo quartogenito Manuele I Comneno.
(Giovanni II Comneno)
Si tolse quindi dal capo la corona e la posò sulla testa di Manuele. Morì tre giorni dopo e Manuele provvide alla sua sepoltura. Il suo corpo fu trasportato a Costantinopoli dal nuovo imperatore e figlio, Manuele I, che lo seppellì vicino ai due fratelli morti.
Giovanni II Comneno era stato un grande imperatore ed aveva ridato forza a all'impero in Oriente. La sua inattesa morte ad appena cinquantatré anni bloccò lo slancio bizantino verso Oriente, impedendo che l'Anatolia tornasse sotto la sovranità dell'Impero bizantino.

## Famiglia
Giovanni II Comneno si sposò con Piroska d'Ungheria, che poi fu chiamata Irene, nel 1104.
Giovanni ed Irene ebbero otto figli:
- Alessio Comneno, co-imperatore dal 1122 fino al 1142;
- Maria Comnena, nata nel 1106, gemella di Alessio, si sposò con il cesare Giovanni Ruggero Dalasseno;
- Andronico Comneno morto nel 1142;
- Anna Comnena, che sposò il futuro mega dux Stefano Contostefano;
- Teodora Comnena, che sposò Manuele Anema;
- Eudocia Comnena, che sposò Teodoro Vataze;
- Isacco Comneno morto nel 1154;
- Manuele I Comneno, imperatore bizantino dal 1143 al 1180.

## Ascendenza
|                     |                |                      | Genitori                   |  |  | Nonni |  |  | Bisnonni                |  |  | Trisnonni |  |
|                     |                |                      |                            |  |  |       |  |  | Manuele Comneno Erotico |  |  | …         |  |
|                     |                |                      |                            |  |  |       |  |  | Manuele Comneno Erotico |  |  | …         |  |
|                     |                | …                    |                            |  |  |       |  |  | Manuele Comneno Erotico |  |  |           |  |
| Giovanni Comneno    |                |                      |                            |  |  |       |  |  | Manuele Comneno Erotico |  |  |           |  |
|                     |                | Maria ?              | …                          |  |  |       |  |  |                         |  |  |           |  |
|                     |                | Maria ?              | …                          |  |  |       |  |  |                         |  |  |           |  |
|                     |                | Maria ?              | …                          |  |  |       |  |  |                         |  |  |           |  |
| Alessio I Comneno   |                | Maria ?              |                            |  |  |       |  |  |                         |  |  |           |  |
|                     |                | Alessio Caronte      | …                          |  |  |       |  |  |                         |  |  |           |  |
|                     |                | Alessio Caronte      | …                          |  |  |       |  |  |                         |  |  |           |  |
|                     |                | Alessio Caronte      | …                          |  |  |       |  |  |                         |  |  |           |  |
| Anna Dalassena      |                | Alessio Caronte      |                            |  |  |       |  |  |                         |  |  |           |  |
|                     |                | Adriana Dalassena    | …                          |  |  |       |  |  |                         |  |  |           |  |
|                     |                | Adriana Dalassena    | …                          |  |  |       |  |  |                         |  |  |           |  |
|                     |                | Adriana Dalassena    | …                          |  |  |       |  |  |                         |  |  |           |  |
| Giovanni II Comneno |                | Adriana Dalassena    |                            |  |  |       |  |  |                         |  |  |           |  |
|                     | Giovanni Ducas | Andronico Dukas      |                            |  |  |       |  |  |                         |  |  |           |  |
|                     | Giovanni Ducas | Andronico Dukas      |                            |  |  |       |  |  |                         |  |  |           |  |
|                     | Giovanni Ducas | …                    |                            |  |  |       |  |  |                         |  |  |           |  |
| Andronico Ducas     | Giovanni Ducas |                      |                            |  |  |       |  |  |                         |  |  |           |  |
|                     |                | Irene Pegonitissa    | Niketas Pegonites          |  |  |       |  |  |                         |  |  |           |  |
|                     |                | Irene Pegonitissa    | Niketas Pegonites          |  |  |       |  |  |                         |  |  |           |  |
|                     |                | Irene Pegonitissa    | …                          |  |  |       |  |  |                         |  |  |           |  |
| Irene Ducaena       |                | Irene Pegonitissa    |                            |  |  |       |  |  |                         |  |  |           |  |
|                     |                | Troian di Bulgaria   | Ivan Vladislav di Bulgaria |  |  |       |  |  |                         |  |  |           |  |
|                     |                | Troian di Bulgaria   | Ivan Vladislav di Bulgaria |  |  |       |  |  |                         |  |  |           |  |
|                     |                | Troian di Bulgaria   | Maria                      |  |  |       |  |  |                         |  |  |           |  |
| Maria di Bulgaria   |                | Troian di Bulgaria   |                            |  |  |       |  |  |                         |  |  |           |  |
|                     |                | N. Konstostephanissa | …                          |  |  |       |  |  |                         |  |  |           |  |
|                     |                | N. Konstostephanissa | …                          |  |  |       |  |  |                         |  |  |           |  |
|                     |                | N. Konstostephanissa | …                          |  |  |       |  |  |                         |  |  |           |  |
|                     |                | N. Konstostephanissa |                            |  |  |       |  |  |                         |  |  |           |  |

## Galleria d'immagini

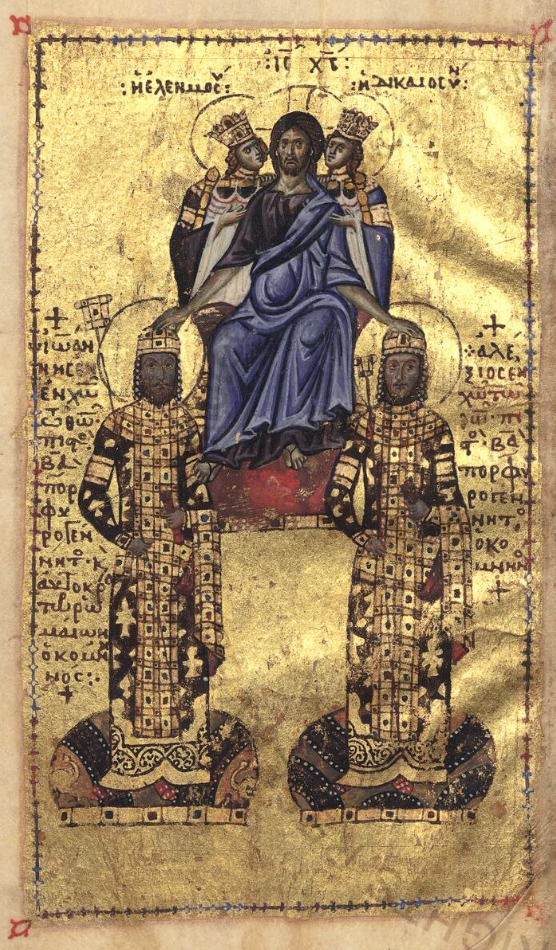
Miniatura del 1125 ca., rappresentante l'imperatore Giovanni II Comneno, con suo figlio Alessio Comneno.
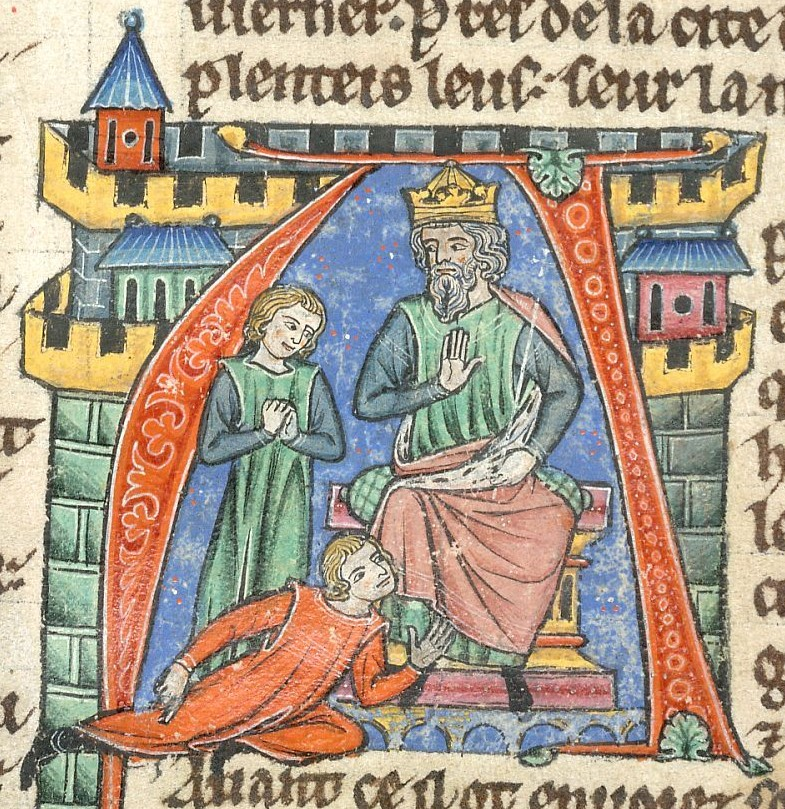
Giovanni II Comneno in una miniatura del XIII secolo.
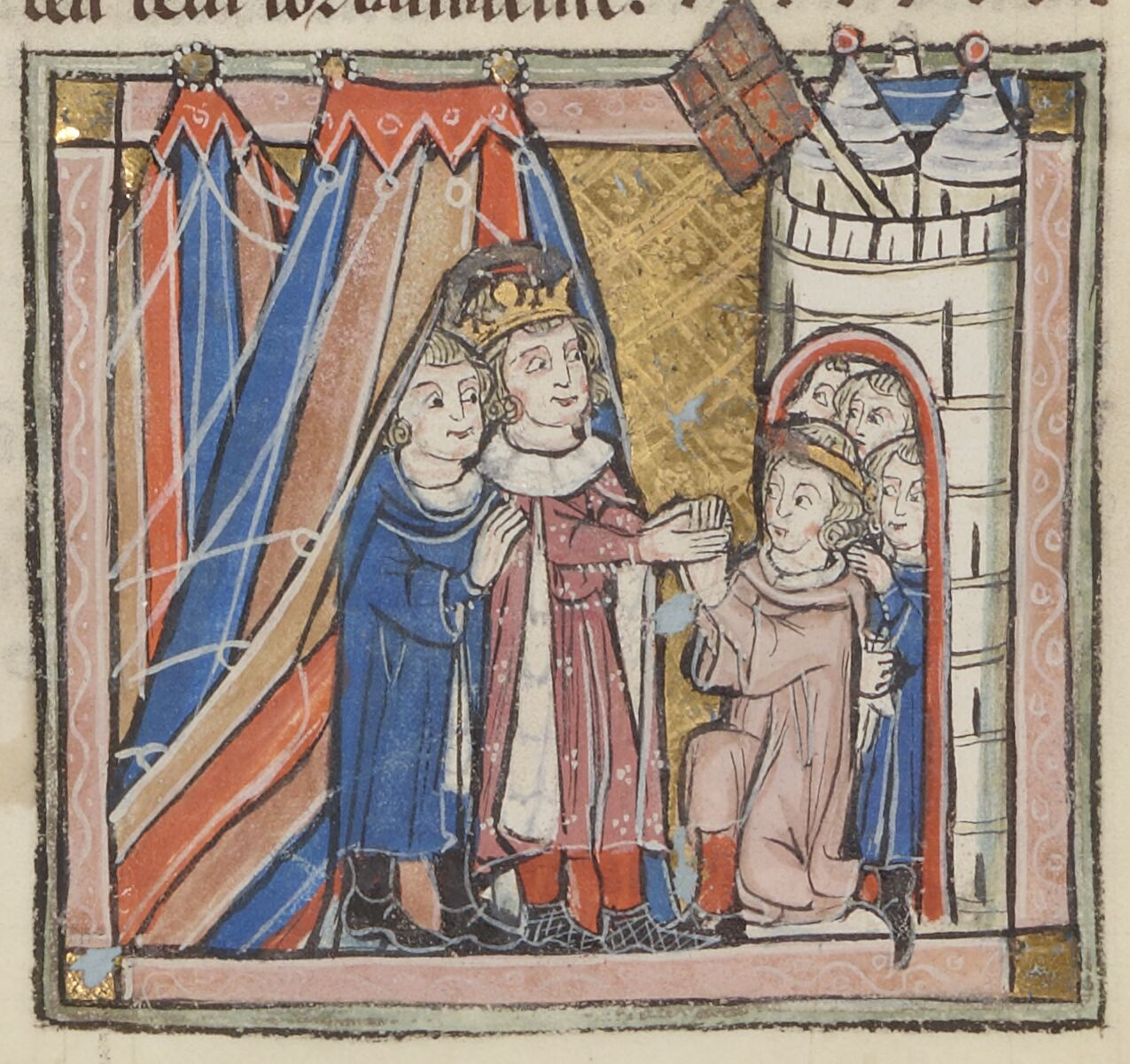
L'arrivo di Giovanni II Comneno ad Antiochia.
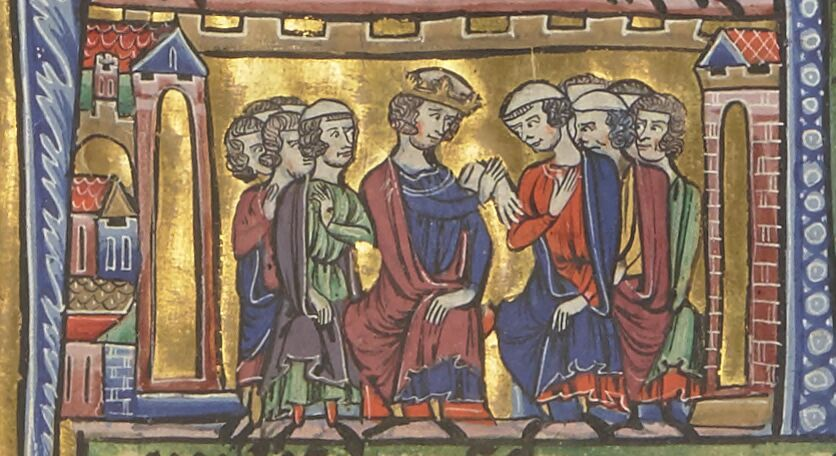
Giovanni II Comneno e Raimondo di Potiers.